# 柳原佑介
柳原 佑介（やなぎはら ゆうすけ）は、日本のフルート奏者。東京都出身。

## 人物・経歴
9歳よりフルートをはじめる。東京都立町田高等学校、東京芸術大学卒業。安宅賞受賞。これまでに石橋正治、金昌国、パウル・マイゼンの各氏に師事。
大学在学中の1998年に日本フィルハーモニー交響楽団に入団し約6年間在籍、その後2004年10月に東京都交響楽団に首席フルート奏者として入団。
武蔵野音楽大学非常勤講師、東京藝術大学非常勤講師として、後進の指導にもあたっている。
また、各オーケストラへの客演やソリスト、室内楽公演などへの出演も行っている。

## 受賞歴
- 1993年　全日本学生音楽コンクール東京大会高校の部 第1位。
- 日本フルートコンクール第3位。
- 1996年　第7回日本木管コンクール 第2位。
- 1998年　第9回日本木管コンクール 第1位。
- 1998年　第67回日本音楽コンクール 第2位・松下賞受賞。